# كاسالفييري
كاسالفييري هي كومونا في مقاطعة فروزينوني في منطقة لاتيزو الإيطالية ، وتقع على بعد 110 كيلومتر (68 ميل) جنوب شرق روما وحوالي 30 كيلومتر (19 ميل) شرق فروزينوني .
وتقع كاسالفييري على حدود البلديات التالية: ألفيتو، وأربينو ، وأتينا ، وكاسالاتيكو ، وفونتيشياري ، وفيكالفي .

## روابط خارجية
- الموقع الرسمي